# 왕상 (자하)
왕상(王商, ? ~ 기원전 12년)은 전한 말기의 군인이자 외척으로, 자는 자하(子夏)이며 위군 원성현(元城縣) 위속리(委粟里) 사람이다. 성제의 생모 왕태후·대장군 왕봉의 배다른 동생이다.

## 생애
하평 2년(기원전 27년), 관내후 왕상은 성도후(成都侯)에 봉해짐으로써 형제 왕담·왕립·왕근·왕봉시와 함께 열후의 반열에 올라, 오후(五侯)라고 불렸다. 왕봉이 권력을 장악한 와중에 형제들과 사치를 즐겼고, 천자의 제도를 따라하기까지 하였다.
왕봉이 죽고, 사촌 왕음이 뒤를 이었다. 성제는 왕상의 집을 방문했을 때 그가 성벽에 굴을 파서 집으로 물을 끌어다 쓰는 것을 알게 되었고, 또 왕근이 천자의 궁전을 본뜬 정원을 지은 것도 알게 되어 격노하였다. 왕상과 왕근은 스스로 문신을 새기거나 코를 베어 왕태후에게 사죄하려 하였지만, 그것 또한 알게 된 성제는 더욱 노하였고, 둘을 죽이려 하였다. 왕상과 왕근은 도끼를 메고 성제에게 사죄하였고, 성제는 둘을 용서하였다.
영시 원년(기원전 16년), 왕담이 죽었다. 성제는 왕담이 생전에 정사에 참여하지 못한 것을 불쌍히 여겨, 왕상에게 특진을 부여하고 부서를 열게 하였다. 이듬해에 왕음이 죽은 후 대사마위장군이 되었다.
영시 4년(기원전 13년), 병으로 물러났다가 이듬해에 복직하였고, 대사마대장군으로 승진하였으나 며칠 후 죽었다. 시호를 경성(景成)이라 하였고, 아들 왕황이 작위를 이었다.

## 출전
- 반고, 《한서》
  - 권18 외척은택후표
  - 권19하 백관공경표 下
  - 권98 원후전

| 전임 왕음 | 전한의 대사마 기원전 15년 2월 정유일 ~ 기원전 13년 11월 경신일 기원전 12년 정월 임술일 ~ 12월 신해일 | 후임 왕근 |

| 선대 (첫 봉건) | 전한의 성도후 기원전 27년 6월 을해일 ~ 기원전 12년 | 후대 아들 왕황 |